# Touchet
Touchet is een plaats (census-designated place) in de Amerikaanse staat Washington, en valt bestuurlijk gezien onder Walla Walla County.

## Demografie
Bij de volkstelling in 2000 werd het aantal inwoners vastgesteld op 396.

## Geografie
Volgens het United States Census Bureau beslaat de plaats een oppervlakte van
3,1 km², geheel bestaande uit land. Touchet ligt op ongeveer 135 m boven zeeniveau.

## Plaatsen in de nabije omgeving
De onderstaande figuur toont nabijgelegen plaatsen in een straal van 28 km rond Touchet.